# Casa Museo Jorge Eliécer Gaitán
La Casa Museo Jorge Eliécer Gaitán, es la casa que habitó  el escritor, jurista y exministro Jorge Eliécer Gaitán Ayala desde el 22 de diciembre de 1933 hasta el día de su asesinato el 9 de abril de 1948. Está ubicada en la Calle 42 N.º 15-52 del Barrio Santa Teresita, cerca al centro de Bogotá, y hace parte del trazado que la firma “Dávila Holguín & Lievano” proyectó en 1928 para este sector. Fue declarada como Bien de Interés Cultural de Caracter Nacional por el Decreto 1265 de 1948 y actualmente es administrada por la  Universidad Nacional de Colombia.

## Salas de exposición
Este museo dispone de un área de 218 metros cuadrados distribuidos en una casa de dos plantas. Sus espacios dan cuenta de una vivienda de los años treinta ubicada en uno de los sectores de mayor desarrollo en Bogotá. Cada uno de los objetos presentes en su colección permiten identificar aspectos de quien fuera llamado "El Tribuno del Pueblo", por su incansable lucha a favor de la reivindicación de las clases menos favorecidas de la sociedad colombiana.
Desde este espacio se exalta la memoria del doctor Gaitán, cuyo asesinato es el origen de ciertos acontecimientos históricos sucedidos en el país desde mediados del siglo XX (y que aún a comienzos del siglo XXI siguieron presentes), brindando la oportunidad de intercambiar opiniones e ideas entre el visitante y los guías.

## Colecciones
El museo cuenta con la biblioteca personal de Jorge Eliécer Gaitán Ayala, compuesta por más de 3.000 títulos en diferentes idiomas. Durante el recorrido se reconocen los aportes políticos y sociales de Gaitán al sistema colombiano, además de aspectos de su vida cotidiana, representada en sus objetos personales.
Otro espacio que conforma el Complejo Jorge Eliécer Gaitán es el jardín en el que se encuentra "sembrado", literalmente, el cuerpo del caudillo.  Allí de pie, mirando hacia la Quinta de San Pedro Alejandrino, cubierto con tierra de todos los municipios de Colombia y regado con las aguas de los dos océanos limítrofes de Colombia (Atlántico Y Pacífico), además de las aguas del Río Magdalena, reposan sus restos desde 1948.

## Visitantes
El estudio del público visitante, realizado entre los años 2006 y 2008 da cuenta del perfil, opiniones e intereses de quienes frecuentan la Casa Museo Jorge Eliécer Gaitán, con relación a las actividades realizadas y las expectativas a futuro. 
Como aspecto relevante destaca la mayoría de un público conformado por jóvenes con edades oscilantes entre los 11 y los 25 años como los asistentes más frecuentes. Este público está representado por estudiantes de colegios y universidades de diferentes partes del país. Para los visitantes mayores de 70 años el lugar representa un reencuentro con el pasado y aprovechan el espacio para compartir anécdotas y recuerdos con el público más joven.